# Sociedad Fotográfica Danesa
La Sociedad Fotográfica Danesa, en idioma danés Dansk Fotografisk Forening (DFF), es una organización sin ánimo de lucro para fotógrafos profesionales. Fundada en 1879 ha demostrado su apoyo a la fotografía profesional y a la formación de sus asociados.
Entre sus fines se encuentran: apoyar y desarrollar la fotografía, fomentar la cooperación entre sus miembros y evitar la competencia desleal. Con tal fin organiza cursos y seminarios, así como fomenta la cooperación entre sus miembros para mantenerlos informados de las últimas técnicas y procedimientos. También facilita formación a nuevos fotógrafos.
Cuando se creó en 1879 existían unas pocas asociaciones de fotografía pero en ellas se acogía tanto a aficionados como fotógrafos profesionales, sin embargo en esta asociación se decidió permitir el acceso a la misma sólo a los profesionales. Su primer presidente fue Jens Petersen y entre los fotógrafos destacados de esa década se encontraban Christian Neuhaus y Budtz Müller. Un año después de su creación contaba con 87 miembros, pero al finalizar el siglo XIX ya tenía más de mil asociados. La primera fotógrafa de la asociación fue Mary Steen que ingresó en 1887.
Esta asociación se encuentra entre las más antiguas del mundo, aunque existen otras que le precedieron como la Sociedad Heliográfica fundada en 1851 y fue el germen de la Sociedad Francesa de Fotografía creada tres años después, la Royal Photographic Society creada en 1853, la Sociedad Fotográfica de Viena creada en 1861 o la Asociación Fotográfica Nacional de Estados Unidos creada en 1868 que desembocó en 1880 en la asociación Fotógrafos Profesionales de América.